# Grevillea australis
Espèce
Classification phylogénétique
Grevillea australis est une espèce de plantes à fleurs de la famille des Proteaceae. C'est un arbuste, le seul Grevillea à pousser naturellement en Tasmanie. Il y a plusieurs variantes dans la nature et c'est donc une espèce d'aspect très variable.
Il mesure entre 0,2 mètre et 2,5 mètres de haut et ses feuilles de forme ovale font de 15 à 30 mm de long pour 1 à 5 mm de large. Les fleurs blanches longues de 6 mm sont portées sur des hampes et les fruits sont des follicules bruns et coriaces mesurant 6 à 12 mm.
Grevillea australis préfère les climats frais ou froids. Il pousse mieux dans des endroits bien éclairés et avec un sol bien drainé.